# Astatula
Astatula és una població dels Estats Units a l'estat de Florida. Segons el cens del 2000 tenia 1.298 habitants.

## Demografia
Segons el cens del 2000, Astatula tenia 1.298 habitants, 482 habitatges, i 359 famílies. La densitat de població era de 228,8 habitants per km².
Dels 482 habitatges en un 33,2% hi vivien nens de menys de 18 anys, en un 60% hi vivien parelles casades, en un 9,3% dones solteres, i en un 25,5% no eren unitats familiars. En el 19,5% dels habitatges hi vivien persones soles el 9,5% de les quals corresponia a persones de 65 anys o més que vivien soles. El nombre mitjà de persones vivint en cada habitatge era de 2,69 i el nombre mitjà de persones que vivien en cada família era de 3,09.
Per edats la població es repartia de la següent manera: un 26% tenia menys de 18 anys, un 6,3% entre 18 i 24, un 29,4% entre 25 i 44, un 23,4% de 45 a 60 i un 14,9% 65 anys o més.
L'edat mediana era de 38 anys. Per cada 100 dones de 18 o més anys hi havia 95,5 homes.
La renda mediana per habitatge era de 31.625 $ i la renda mediana per família de 33.393 $. Els homes tenien una renda mediana de 26.602 $ mentre que les dones 20.313 $. La renda per capita de la població era de 15.832 $. Entorn del 6,8% de les famílies i el 8% de la població estaven per davall del llindar de pobresa.

## Poblacions més properes
El següent diagrama mostra les poblacions més properes.